# Jules Bienfait
 Jules Bienfait est un médecin français, né à Reims le 12 octobre 1819, engagé en politique, et mort dans la même ville le 30 décembre 1897.

## Biographie
Nicolas Jules Bienfait est le fils de Jean Nicolas Bienfait (1788-1882), serrurier, et de Scholastique Canart (1791-1871).
Il est l’un les fondateurs du « Club démocratique du Faubourg Cérès ».
Il était l’ami personnel d’Eugène Courmeaux.
Il participe le 12 juin 1849 à  une manifestation, à Reims, contre l’expédition de Rome.
Il est  arrêté à Rethel, inculpé et poursuivis pour complot contre la sûreté de l’État.
Il est défendu par Jules Favre, devant les assises de Melun en décembre 1849, et acquitté, ainsi que tous ses compagnons.
Le 12 janvier 1850, il est révoqué de ses fonctions de médecin de l’administration municipale.
Il est arrêté au moment du Coup d'État du 2 décembre 1851 et dut ensuite s’exiler.
Il ne rentrera, en France, qu’en 1860.
Il sera élu, en 1871, conseiller général du 2e canton de Reims.
Il se marie avec Aimée Tassin (1828-1883) à Reims, puis avec Cécile Ragot (1837-1909) en 1885 à 65 ans.
Il décède le 30 décembre 1869 et est enterré au cimetière du Nord de Reims dans le canton 8,.

### Politique
Il sera élu, en 1871, conseiller général du 2e canton de Reims et comme conseiller municipal à Reims. Il démissionne, avec toute la municipalité, en 1872 de ses fonctions de conseiller municipal.
Il sera également :
- Vice-président du Conseil général de la Marne,
- Membre du conseil département de l’instruction publique,
- Président de la Société protectrice de l’Enfance.

## Décoration
- Chevalier de la Légion d'honneur par décret du 13 juillet 1881[4].

## Hommage et postérité
Une rue de Reims porte son nom : Rue du Docteur Bienfait.
Une passerelle piétonne à Reims porte son nom.